# Sociedad de préstamo inmobiliario
Una sociedad de préstamo inmobiliario es una institución financiera, propiedad de sus miembros, que ofrece servicios de banca y otros servicios financieros, especialmente, préstamos hipotecarios.
El término sociedad de préstamo inmobiliario (en inglés, Building society) comenzó a utilizarse en el siglo XIX, en el Reino Unido, para referirse a cooperativas de ahorro. Hoy en día, en el Reino Unido, las sociedades de préstamo inmobiliario compiten activamente con los bancos por la mayoría de los servicios de banca personal, especialmente, los préstamos hipotecarios. A principios del 2008, había 59 sociedades de préstamo inmobiliario en el Reino Unido, cuyos activos totales exceden las £360 mil millones. Toda Sociedad de préstamo inmobiliario en el Reino Unido es miembro de la Building Societies Association. El número de sociedades de préstamo inmobiliario en el Reino Unido cayó por cuatro durante el año 2008 debido a una serie de fusiones, en gran medida, por las consecuencias de la crisis financiera de 2007-2009, y nuevas fusiones están previstas para los primeros meses del 2009

## Lista de sociedades de préstamo inmobiliario en el Reino Unido
| 1  | Nationwide Building Society             | £179,027m         | Fusionada con Cheshire Building Society y Derbyshire Building Society |
| 2  | Britannia Building Society              | £36,827m          |                                                                       |
| 3  | Yorkshire Building Society              | £20,498m (+£376m) | Fusionada con Barnsley Building Society el 31 de diciembre del 2008.  |
| 4  | Coventry Building Society*              | £14,909m          |                                                                       |
| 5  | Chelsea Building Society                | £13,087m (+£44m)  | Fusionada con Catholic Building Society el 31 de diciembre del 2008.  |
| 6  | Skipton Building Society                | £12,531m          | Fusionada con Scarborough Building Society el 30 de marzo del 2009.   |
| 7  | West Bromwich Building Society          | £9,602m           |                                                                       |
| 8  | Leeds Building Society                  | £9,181m           |                                                                       |
| 9  | Principality Building Society           | £5,853m           |                                                                       |
| 10 | Newcastle Building Society              | £4,816m           |                                                                       |
| 11 | Norwich & Peterborough Building Society | £4,308m           |                                                                       |
| 12 | Stroud & Swindon Building Society       | £3,172m           |                                                                       |
| 13 | Nottingham Building Society             | £3,026m           |                                                                       |
| 14 | Kent Reliance Building Society          | £2,340m           |                                                                       |
| 15 | Progressive Building Society*           | £1,495m           |                                                                       |
| 16 | Cumberland Building Society             | £1,474m           |                                                                       |
| 17 | National Counties Building Society      | £1,177m           |                                                                       |
| 18 | Furness Building Society                | £845m             |                                                                       |
| 19 | Cambridge Building Society              | £844m             |                                                                       |
| 20 | Leek United Building Society            | £800m             |                                                                       |
| 21 | Manchester Building Society             | £792m             |                                                                       |
| 22 | Saffron Building Society                | £784m             |                                                                       |
| 23 | Hinckley & Rugby Building Society       | £700m             |                                                                       |
| 24 | Darlington Building Society             | £689m             |                                                                       |
| 25 | Newbury Building Society                | £656m             |                                                                       |
| 26 | Monmouthshire Building Society          | £607m             |                                                                       |
| 27 | Melton Mowbray Building Society*        | £439m             |                                                                       |
| 28 | Ipswich Building Society*               | £423m             |                                                                       |
| 29 | Market Harborough Building Society      | £419m             |                                                                       |
| 30 | Hanley Economic Building Society        | £363m             |                                                                       |
| 31 | Marsden Building Society                | £356m             |                                                                       |
| 32 | Tipton & Coseley Building Society*      | £350m             |                                                                       |
| 33 | Dudley Building Society                 | £288m             |                                                                       |
| 34 | Mansfield Building Society*             | £286m             |                                                                       |
| 35 | Loughborough Building Society*          | £277m             |                                                                       |
| 36 | Teachers Building Society               | £271m             |                                                                       |
| 37 | Scottish Building Society               | £259m             |                                                                       |
| 38 | Chesham Building Society*               | £257m             |                                                                       |
| 39 | Vernon Building Society                 | £246m             |                                                                       |
| 40 | Bath Investment & Building Society      | £190m             |                                                                       |
| 41 | Chorley & District Building Society*    | £176m             |                                                                       |
| 42 | Stafford Railway Building Society*      | £159m             |                                                                       |
| 43 | Harpenden Building Society*             | £158m             |                                                                       |
| 44 | Holmesdale Building Society*            | £152m             |                                                                       |
| 45 | Beverley Building Society*              | £145m             |                                                                       |
| 46 | Buckinghamshire Building Society*       | £139m             |                                                                       |
| 47 | Swansea Building Society                | £120m             |                                                                       |
| 48 | Earl Shilton Building Society*          | £96m              |                                                                       |
| 49 | Shepshed Building Society               | £86m              |                                                                       |
| 50 | Penrith Building Society*               | £78m              |                                                                       |
| 51 | Ecology Building Society*               | £75m              |                                                                       |
| 52 | City of Derry Building Society*         | £36m              |                                                                       |
| 53 | Century Building Society*               | £22m              |                                                                       |

* Estas sociedades no forman parte de un grupo empresarial, aunque puede poseer otras empresas.